# Nachtjagdgeschwader 101
La Nachtjagdgeschwader 101 (NJG 101) (101e escadre de chasse nocturne) est une unité de chasseurs de nuit de la Luftwaffe pendant la Seconde Guerre mondiale.

## Opérations
Le NJG 101 est avant tout une escadron-école, mais fut cependant engagée de nuit comme de jour principalement contre les forces anglo-américaines. Elle déploya des avions Messerschmitt Bf 110, Junkers Ju 88 et Dornier Do 217.

## Organisation

### Stab
Formé le 20 mars 1943 à Schleissheim à partir du Stab/Nachtjagdschule 1 (École de chasse de nuit 1).
Geschwaderkommodore (Commandant d'escadre) :
| Début          | Fin             | Grade  | Nom                |
| -------------- | --------------- | ------ | ------------------ |
| 20 mars 1943   | 6 février 1944  | Oberst | Rudolf Stoltenhoff |
| 7 février 1944 | 27 février 1945 | Major  | Herbert Sewing     |

### I. Gruppe
Formé le 20 mars 1943 à Schleissheim à partir du I./Nachtjagdschule 1 avec :
- Stab I./NJG 101 à partir du Stab I./Nachtjagdschule 1
- 1./NJG 101 à partir de la 1./Nachtjagdschule 1
- 2./NJG 101 à partir de la 2./Nachtjagdschule 1
- 3./NJG 101 à partir de la 3./Nachtjagdschule 1

Le I./NJG 101 est dissous le 15 mars 1945.
Gruppenkommandeur (Commandant de groupe) :
| Début           | Fin            | Grade     | Nom                    |
| --------------- | -------------- | --------- | ---------------------- |
| 20 mars 1943    | Septembre 1943 | Hauptmann | Theodor Rossiwall (en) |
| Septembre 1943  | Février 1944   | Major     | Günther Vowinkel       |
| 15 février 1944 | 23 août 1944   | Major     | Fritz Herber           |
| 20 octobre 1944 | 15 mars 1945   | Major     | Rudolf Jung            |

### II. Gruppe
Formé le 20 mars 1943 à Munich-Riem à partir du II./Nachtjagdschule 1 avec : 
- Stab II./NJG 101 à partir du Stab II./Nachtjagdschule 1
- 4./NJG 101 à partir de la 4./Nachtjagdschule 1
- 5./NJG 101 à partir de la 5./Nachtjagdschule 1
- 6./NJG 101 à partir de la 6./Nachtjagdschule 1

Le II./NJG 101 est dissous le 15 mars 1945.
Gruppenkommandeur :
| Début        | Fin             | Grade     | Nom                     |
| ------------ | --------------- | --------- | ----------------------- |
| 23 mars 1943 | 11 février 1944 | Major     | Hans-Dietrich Knoetzsch |
| 7 mars 1944  | 15 mars 1945    | Hauptmann | Friedrich Schwab        |

### III. Gruppe
Formé le 20 mars 1943 à Stuttgart-Echterdingen  à partir du II./Nachtjagdschule 1 avec : 
- Stab III./NJG 101 à partir du Stab III./Nachtjagdschule 1
- 7./NJG 101 à partir de la 7./Nachtjagdschule 1
- 8./NJG 101 à partir de la 8./Nachtjagdschule 1
- 9./NJG 101 à partir de la 9./Nachtjagdschule 1

Le 8 juillet 1943, la 8./NJG 101 devient 10./NJG 101 et une nouvelle 8./NJG 101 est reformée.
Le 24 décembre 1943, le III./NJG 101 est renommé II./NJG 102 avec :
- Stab III./NJG 101 devient Stab II./NJG 102
- 7./NJG 101 devient 4./NJG 102
- 8./NJG 101 devient 5./NJG 102
- 9./NJG 101 devient 6./NJG 102

Reformé le 14 juin 1944 à Kitzingen avec :
- Stab III./NJG 101 nouvellement créé
- 7./NJG 101 nouvellement créée
- 8./NJG 101 nouvellement créée
- 9./NJG 101 nouvellement créée

Le III./NJG 101 est dissous le 23 novembre 1944.
Gruppenkommandeur :
| Début            | Fin               | Grade     | Nom                   |
| ---------------- | ----------------- | --------- | --------------------- |
| 20 mars 1943     | 31 mai 1943       | Hauptmann | Helmut Peters         |
| 1er juin 1943    | 30 septembre 1943 | Hauptmann | Wolfgang Thimmig (en) |
| 1er octobre 1943 | 23 décembre 1943  | Hauptmann | Karl Floitgraf        |
| 31 août 1944     | 19 octobre 1944   | Major     | Rudolf Jung           |

### IV. Gruppe
Formé le 8 juillet 1943 à Kitzingen avec :
- Stab IV./NJG 101 nouvellement créé
- 10./NJG 101 à partir de la 8./NJG101
- 11./NJG 101 nouvellement créée
- 12./NJG 101 nouvellement créée

Le 18 décembre 1943, le IV./NJG 101 est renommé I./NJG 102 avec :
- Stab IV./NJG 101 devient Stab I./NJG 102
- 10./NJG 101 devient 1./NJG 102
- 11./NJG 101 devient 2./NJG 102
- 12./NJG 101 devient 3./NJG 102

Gruppenkommandeur :
| Début           | Fin              | Grade | Nom            |
| --------------- | ---------------- | ----- | -------------- |
| 15 juillet 1943 | 18 décembre 1943 | Major | Ludwig Fehling |

## As de la NJG 101
- Hans Krause : 24 victoires sur 28[3]